# Sericornis papuensis
Sericornis papuensis là một loài chim trong họ Acanthizidae.